# La Peau sur les os (film)
Pour l’article homonyme, voir La Peau sur les os.
Pour plus de détails, voir Fiche technique et Distribution.
La Peau sur les os (Thinner) est un film américain réalisé par Tom Holland, sorti en 1996. Il s'agit de l'adaptation du roman éponyme de Richard Bachman, alias Stephen King.

## Synopsis
Billy Halleck est un avocat réputé et obèse qui vit avec sa femme Heidi et leur fille Linda dans le Connecticut. Il a récemment défendu le chef de la mafia Richie « The Hammer » Ginelli au tribunal et célèbre son acquittement pour meurtre. Heidi, essayant de le persuader d'oublier son obsession pour la nourriture, tente de lui faire une fellation alors qu'il conduit. Distrait, Billy renverse accidentellement une vieille femme rom nommée Suzanne Lempke, la tuant. Il est jugé et acquitté d'homicide involontaire par son ami le juge Cary Rossington après avoir obtenu du chef de police Duncan Hopley un parjure le disculpant de toute responsabilité dans l'accident.
Indigné par cette injustice, le père de Suzanne, Tadzu Lempke, jette un sort à Billy sur les marches du palais de justice en lui touchant le visage et en prononçant « maigris ». Peu après, Billy commence à perdre du poids rapidement, malgré le manque d'exercice et de régime alimentaire adapté. Heidi, craignant que sa perte de poids ne soit due à un cancer, appelle le Dr Mike Houston. Mais Billy commence à soupçonner sa femme d'avoir une liaison avec le médecin. Billy mange avec encore plus d'ardeur pour ne pas mourir de faim et continue de maigrir dangereusement. Billy apprend que Rossington et Hopley sont également maudits ; Rossington est désormais un être hideux semblable à un lézard, tandis que Hopley développe des ulcères purulents au visage et aux mains. Les deux hommes finissent par se suicider. Billy traque le camp rom et tente de raisonner Tadzu ; ce dernier refuse de l'aider et le bannit du camp. Gina, l'arrière-petite-fille de Tadzu, utilise sa fronde pour tirer une grosse bille qui traverse la main de Billy, le poussant à jurer de se venger des Roms.
Billy engage Ginelli, chef mafieux, pour attaquer le camp rom et persuader Tadzu de lever la malédiction. Ginelli empoisonne les chiens des Roms avant de se faire passer pour un agent du FBI pour kidnapper Gina. Pour épargner à sa famille les assauts de Ginelli, Tadzu accepte finalement de rencontrer Billy. En récitant un sort, Tadzu mélange le sang de Billy à une tarte aux fraises. Il affirme que si quelqu'un d'autre mange la tarte, la malédiction sera transférée à cette personne et Billy sera épargné. Il exhorte Billy à manger la tarte lui-même et à mourir dignement, mais Billy refuse. Billy rentre chez lui et donne la tarte à Heidi, qu'elle mange. Le lendemain matin, Billy trouve son corps desséché à côté de lui. Il est heureux d'être libéré de la malédiction et de ce qu'il croit être sa femme déloyale. Cependant, en descendant, il découvre que sa fille a mangé un peu de tarte au petit-déjeuner. Rongé par la culpabilité, il s'apprête à manger le reste, mais il est interrompu par Mike à la porte. Mike se sent mal à l'aise et peine à expliquer sa présence inattendue, ce qui semble confirmer les soupçons de Billy quant à une liaison. Billy invite Mike à manger une tarte et ferme la porte avec un sourire.

## Fiche technique
Sauf indication contraire, les informations mentionnées dans cette section peuvent être confirmées par la base de données cinématographiques IMDb,  présente dans la section « Liens externes ».
- Titre original : Thinner
- Titre français : La Peau sur les os
- Réalisation : Tom Holland
- Scénario : Michael McDowell et Tom Holland, d'après le roman éponyme de Richard Bachman, alias Stephen King
- Musique : Daniel Licht
- Direction artistique : Laurence Bennett
- Décors : Chuck Parker
- Costumes : Ha Nguyen
- Photographie : Kees Van Oostrum
- Montage : Janice Hampton et Marc Laub
- Production : Mitchell Galin et Richard P. Rubinstein
- Budget : 14 millions de dollars[1]
- Société de production : Spelling Films
- Société de distribution : Paramount Pictures
- Pays de production :  États-Unis
- Langue originale : anglais
- Format : couleur - Dolby Digital - 35 mm - 1.85:1
- Genre : fantastique
- Durée : 92 minutes
- Dates de sortie :
  - États-Unis : 25 octobre 1996
  - France : 31 décembre 2018 (Amazon Prime Video)

## Distribution
- Robert John Burke (VF : Yves-Marie Maurin ; VQ : Alain Zouvi) : Billy Halleck
- Lucinda Jenney (VQ : Marie-Andrée Corneille) : Heidi Halleck
- Joe Mantegna (VQ : Luis de Cespedes) : Richie Ginelli
- Sam Freed (VF : Hervé Bellon) : Dr Mike Houston
- Michael Constantine (VF : Pierre Baton ; VQ : Ronald France) : Tadzu Lempke
- Kari Wuhrer : Gina Lempke
- Bethany Joy Lenz (VQ : Lisette Dufour) : Linda Halleck
- John Horton : le juge Cary Rossington
- Walter Bobbie : Kirk Penschley
- Daniel von Bargen (VF : José Luccioni) : chef Duncan Hopley
- Elizabeth Franz : Leda Rossington
- Stephen King : le pharmacien
- Peter Maloney (VF : Gérard Boucaron) : Biff Quigley

Source et légende : Version québécoise (VQ) sur Doublage QC.

## Production
Le tournage a lieu entre le 16 août et le 6 novembre 1995 dans le Maine, dont Belfast, Kittery, Thomaston, Augusta, Camden, Port Clyde, Portland et Appleton, ainsi qu'à Portsmouth (New Hampshire).

## Accueil
Le film n'a connu qu'un modeste succès commercial, rapportant environ 15,3 millions de dollars au box-office en Amérique du Nord.
Il reçoit un accueil critique très défavorable, recueillant 16 % de critiques positives, avec une note moyenne de 3.7⁄10 et sur la base de 19 critiques collectées, sur le site agrégateur de critiques Rotten Tomatoes.

## Divers
- Le film est parfois distribué avec le moyen métrage Ghosts de Stan Winston, qui met en vedette Michael Jackson.
- La scène où le héros reçoit une fellation en conduisant et renverse la vieille femme sera parodiée dans Scary Movie et dans sa suite, Scary Movie 2.

## Nomination
- Saturn Awards 1997 : meilleur maquillage pour Greg Cannom